# Berge (Medebach)
Berge ist ein Ortsteil von Medebach im Hochsauerlandkreis, Nordrhein-Westfalen.

## Geographie
Der Ort ist mit 128 Einwohnern der kleinste Ortsteil von Medebach. Er liegt auf einer Höhe von 380 bis 472 Metern. Neben dem Dorf selbst gehört zur Ortschaft auch der Weiler Ronninghausen.

## Geschichte

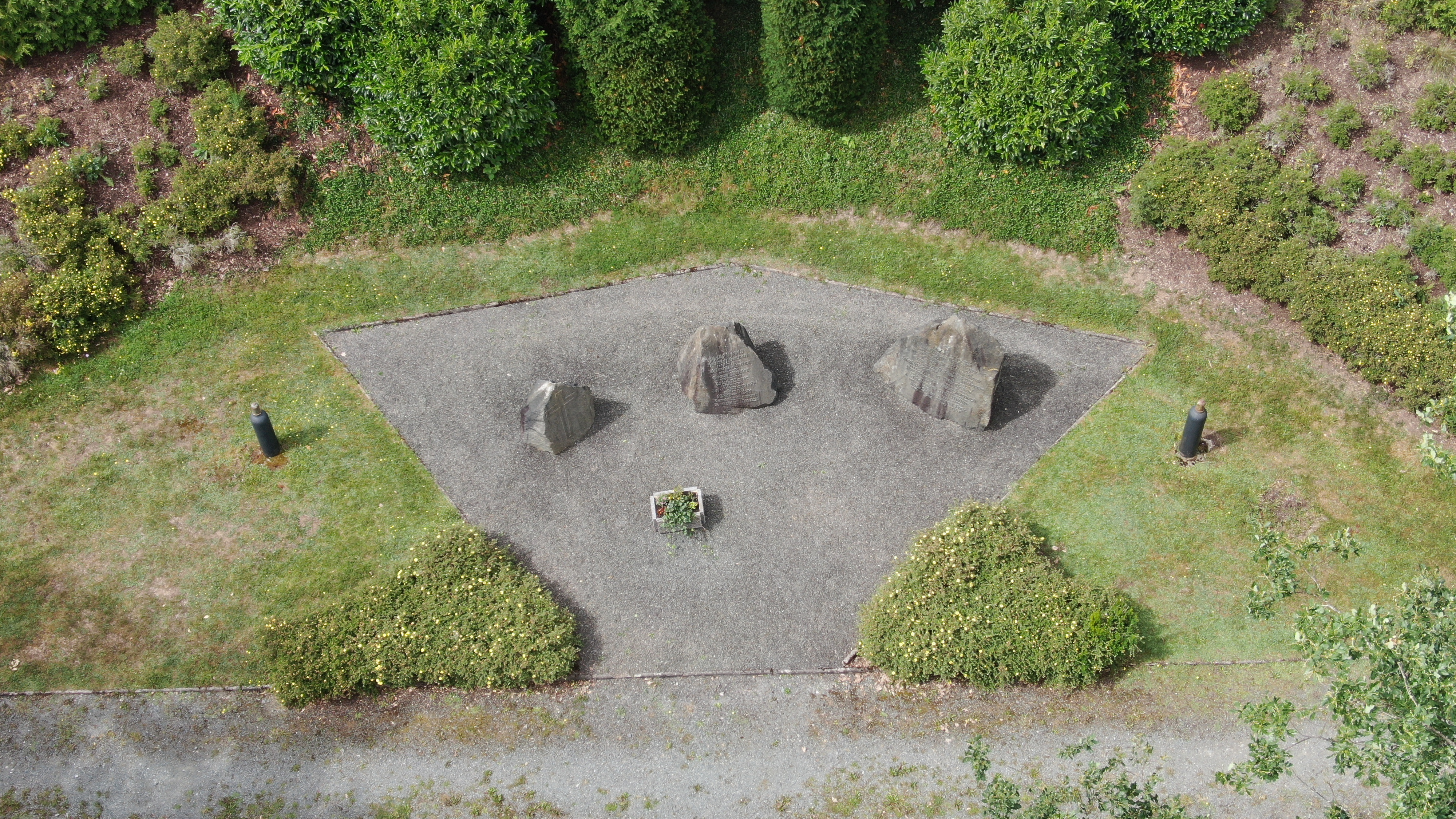
Kriegsgefallenendenkmal

Bereits in Urkunden der Abtei Corvey datierend auf 1126 wurde Berge erwähnt. In den folgenden Jahrhunderten fand es auch in den Güterverzeichnissen des regionalen Adels Erwähnung. So wurde Berge sowohl 1313 wie auch 1338 in den Verzeichnissen der Grafen von Arnsberg erwähnt. Roninghausen erscheint 1362 und 1467 in den Besitzverzeichnissen des Klosters Glindfeld. Dem Kloster gehörte 1684 unter anderem das Unterste Gut, das später in privaten Besitz überging.
Als gegen Ende des Zweiten Weltkrieges die US-Army das Gebiet um Medebach erreichte, wurde Berge vom 29. März bis zum 1. April 1945 von US-Soldaten nur erkundet und nicht besetzt. Am 2. April wurde das Dorf durchsucht. Am 3. April ging eine Artillerie-Abteilung bei Berge in Stellung und schoss auf deutsche Truppen im Westen. Am 4. April zogen die US-Truppen weiter.
Im Zweiten Weltkrieg fielen zehn Berger, davon neun an der Ostfront, als Soldaten.
Durch das Gesetz zur Neugliederung von Gemeinden des Landkreises Brilon wurde am 1. Juli 1969 Berge nach Medebach eingemeindet.

## Wirtschaft
Berge ist auch heute noch weitgehend landwirtschaftlich geprägt. Daneben spielt auch der Tourismus eine Rolle.

## Natur

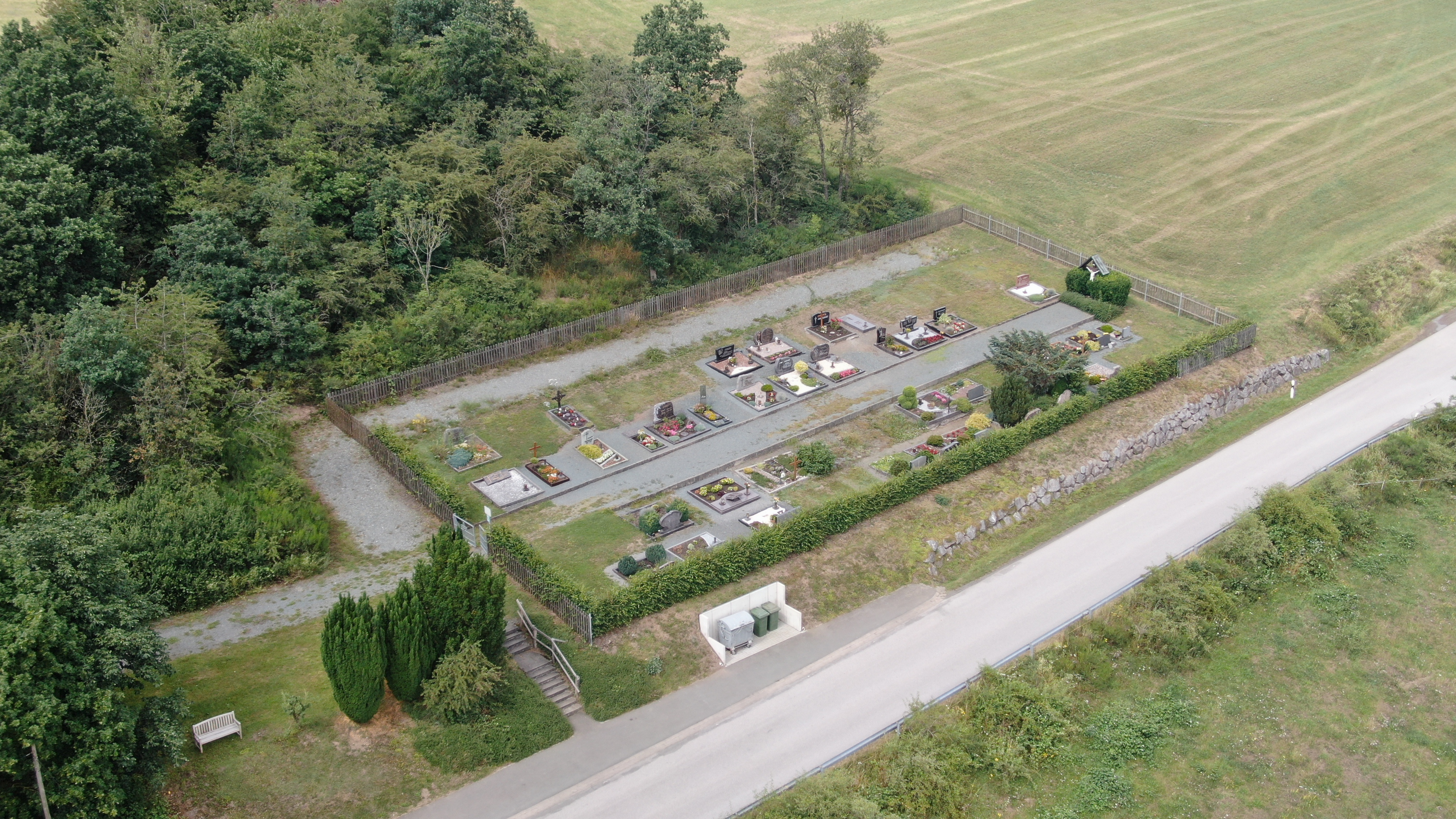
Berger Friedhof

Der Ort liegt in der mit strengen Arten- und Umweltschutzauflagen versehenen Medebacher Bucht und verfügt über eine große Artenvielfalt von Fauna und Flora. Insbesondere die zahlreichen Vogelarten sind bemerkenswert.

## Sehenswürdigkeiten

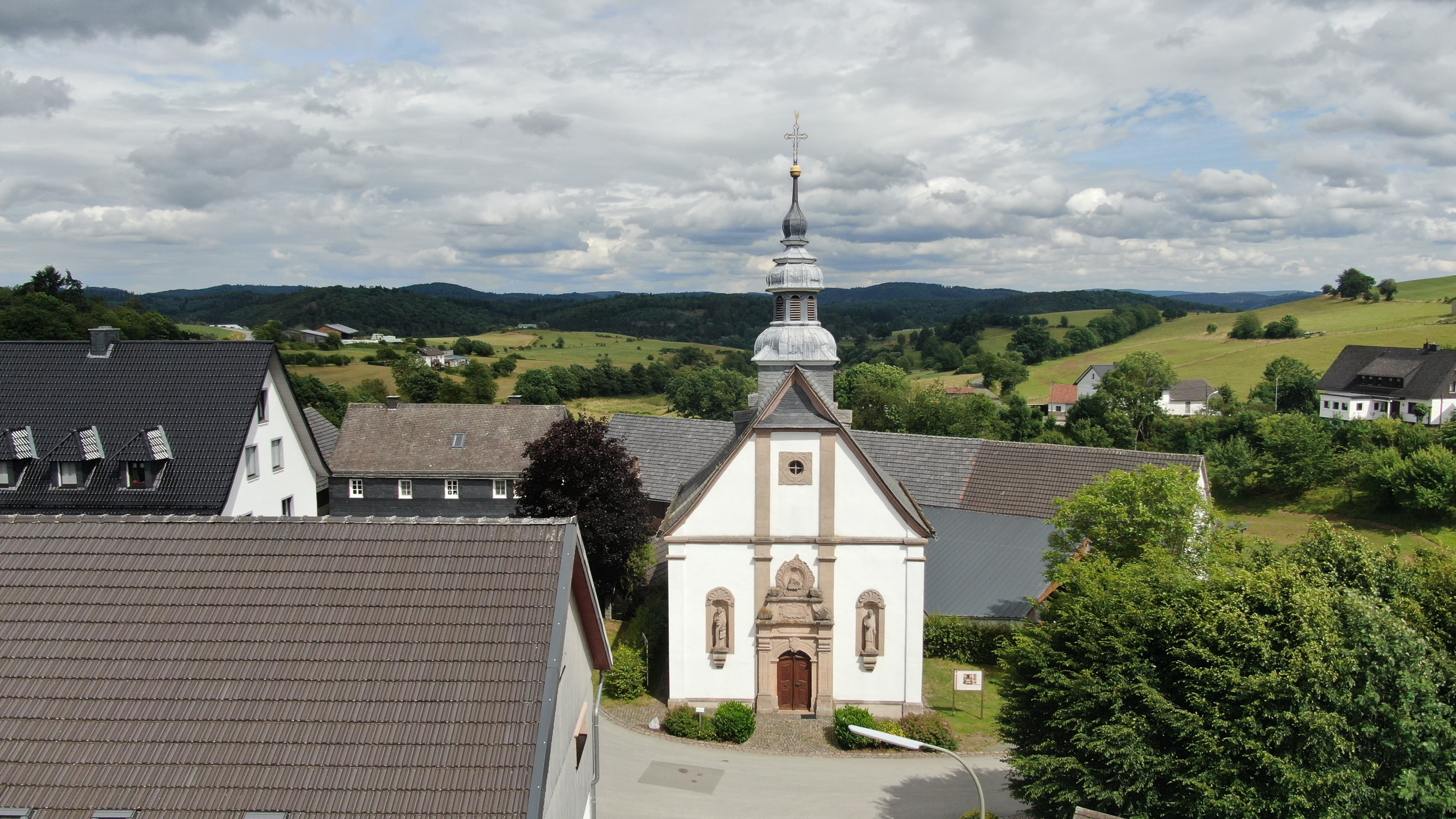
Die St. Johannes Evangelist Kirche Berge

Sehenswert ist die Barockkirche St. Johannes Evangelist aus dem Jahr 1699. In ihr befinden sich die Apostelbilder aus dem ehemaligen Kloster Glindfeld. Im Ort besteht noch immer ein Gemeindebackhaus in dem regelmäßig Brot gebacken wird. Das älteste Haus im Ort ist das Fachwerkhaus Klüppel aus dem Jahr 1790. In der Museumsscheune werden Relikte der Vergangenheit, insbesondere aus dem landwirtschaftlichen Alltag ausgestellt.